# 취수이현

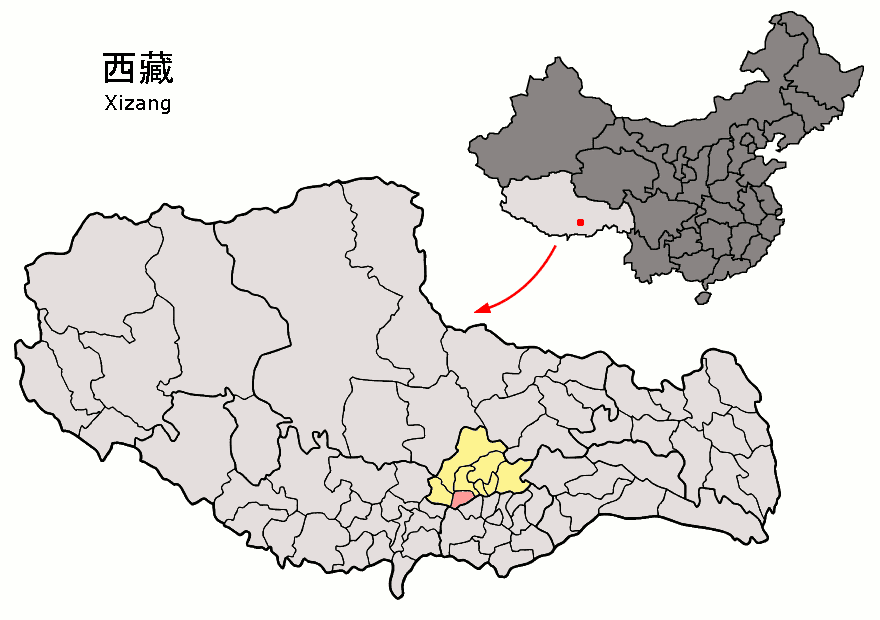
취쉬르 현의 위치

취수이현(티베트어: ཆུ་ཤུར་རྫོང་ 취쉬르 종, 중국어: 曲水县, 병음: Qūshuǐ Xiàn)은 티베트 자치구 라싸 시의 현급 행정구역이다. 라싸 중심가의 서쪽에 위치한다. 넓이는 1680km2이고, 인구는 2007년 기준으로 30,000명이다.

## 기후
연평균 기온은 5℃이고 연평균 강수량은 400mm이다.

## 행정 구역
1개 진, 5개 향을 관할한다.
- 진: 曲水镇.
- 향: 达嘎乡, 菜纳乡, 南木乡, 聂唐乡, 茶巴拉乡.